# Aleksandr Zajtsev (schaker)
Aleksandr Nikolajevitsj Zajtsev (Russisch: Александр Николаевич Зайцев) (Vladivostok, 15 juni 1935 - nabij Vladivostok, 31 oktober 1971) was een Russische schaker. In 1967 werd hij grootmeester FIDE. Hij heeft verscheidene keren meegespeeld om het kampioenschap van de USSR en hij heeft ook in andere toernooien successen geboekt.
|   | Zajtsevvariant in het Spaans |    |    |    |    |    |    |    |
| 8 | rd                           |    | bd | qd | kd |    | nd | rd |
| 7 | pd                           | pd | pd | pd |    | pd | pd | pd |
| 6 |                              |    |    |    |    |    |    |    |
| 5 |                              | bl | bd |    | pd |    |    |    |
| 4 |                              | pl |    | nd | pl |    |    |    |
| 3 |                              |    |    |    |    | nl |    |    |
| 2 | pl                           |    | pl | pl |    | pl | pl | pl |
| 1 | rl                           | nl | bl | ql |    | rl | kl |    |
|   | a                            | b  | c  | d  | e  | f  | g  | h  |

Hij heeft ook verscheidene varianten op zijn naam staan. Een bekende is de Zaitsev-variant in het Wolgagambiet (schaakopening Ben-Oni). In deze variant zijn wereldwijd 2578 partijen gespeeld: de witspeler wint 958 (=37%) partijen, de zwartspeler wint 1149 (=45%) partijen en er eindigen 471 (=18%) partijen in remise.
Zaitsevvariant in het Spaans: 1.e4 e5 2. Pf3 Pc6 3.Lb5 Lc5 4.00 Pd4 5.b4
Zajtsev overleed aan de gevolgen van complicaties van een voetoperatie.